# Meilen
Meilen este un oraș în Elveția.